# Parafia Narodzenia Najświętszej Maryi Panny w Morawinie
Parafia Narodzenia Najświętszej Maryi Panny w Morawinie – parafia rzymskokatolicka, znajdująca się w diecezji kaliskiej, w dekanacie Grabów.